# Catálogo Gliese
O Catálogo Gliese de estrelas próximas (também denominado apenas por Catálogo Gliese)  (Gliese Catalogue of Nearby Stars) é um catálogo de estrelas localizadas num raio de 25 parsecs do planeta Terra.

## Primeira edição e suplementos
Em 1957 alemão astrônomo Wilhelm Gliese publicou seu primeiro catálogo de estrelas de quase mil estrelas localizado a uma distância máxima de 20 Parsecs da Terra , listando as suas propriedades conhecidas e ordenadas por ascensão reta . Os itens do primeiro catálogo foram designados GL NNN e as estrelas foram numeradas em 1-915.
Ele publicou uma atualização significativa do seu catálogo original como o Catálogo de estrelas próximas, em 1969, ampliando o leque para a 22 parsecs. Estendendo a atualização da lista para 1529 estrelas, e as estrelas foram então designados GL NNN.NA e numeradas  entre 1.0-915.0.
Um suplemento para o catálogo, publicado em 1970 por Richard van der Riet Woolley e associados, ampliou o alcance para mais de 25 parsecs. Este suplemento adicionou números no catálogo na faixa de 9001-9850 usando o prefixo "Wo" agora obsoleto. Estrelas nessa faixa agora utilizam o prefixo "GJ".

## Edições posteriores
Gliese publicou uma extensão para a segunda edição do catálogo, em 1979, em colaboração com Hartmut Jahreiß . O catálogo combinado agora é comumente referido como o catálogo Gliese-Jahreiss (GJ). Este catálogo foi publicado com duas tabelas: Tabela 1 usa as designações GJ NNNN para entradas numeradas  entre 1000-1294 para confirmar estrelas próximas; Tabela 2 usa as designações GJ NNNN para entradas numeradas 2001-2159 por suspeita de estrelas próximas. Desde a publicação deste catálogo todas as estrelas no catálogo combinado e suplementos posteriores são designados pelo prefixo GJ preferido.
Gliese publicou o Terceiro Catálogo de estrelas próximas (CNS3) em 1991, novamente em colaboração com Hartmut Jahreiß ; a lista agora, contém informações sobre mais de 3.800 estrelas. Embora este catálogo seja designado como preliminar, ainda é o de uso corrente. Este catálogo lista um total de 3.803 estrelas. A maioria dessas estrelas já tinham números de GJ, mas também havia 1.388 estrelas que não foram contadas. Como nenhuma versão final está próxima de ser feita, a necessidade de dar a estas 1.388 estrelas algum nome resultou nelas serem numeradas entre 3001-4388 (números NN, "no name", sem nome em inglês), e os arquivos de dados deste catálogo agora geralmente incluem estes números.
Uma versão atualizada somente online do Catálogo de Estrelas próximas feita por Hartmut Jahreiss em 1998 está disponível no Astronomisches Rechen-Institut , Heidelberg como ARICNS.
Os lançamentos de versões diferentes deste catálogo ao longo dos anos também documentam a progressão da publicação da versão impressa dos catálogos anteriores para publicação em formato eletrônico dos catálogos mais tarde, como é agora o caso da maioria dos outros grandes catálogos.
Algumas estrelas são mais conhecidos pelo número do catálogo original, como a Gliese 581 e Gliese 710 . As estrelas do catálogo Gliese são alvos freqüentes de estudo devido à sua proximidade com a Terra.